# Provincia di Guelmim
La provincia di Guelmim è una delle province del Marocco, parte della Regione di Guelmim-Oued Noun.

## Geografia antropica

### Suddivisioni amministrative
La provincia di Guelmim conta 2 municipalità e 16 comuni:

#### Municipalità
- Bouizakarne
- Guelmim

#### Comuni
- Abaynou
- Ait Boufoulen
- Amtdi
- Asrir
- Echatea El Abied
- Fask
- Ifrane Atlas Saghir
- Labyar

- Laqsabi Tagoust
- Rass Oumlil
- Tagante
- Taghjijt
- Taliouine Assaka
- Targa Wassay
- Tiglit
- Timoulay